# Newell (California)
Newell è un census-designated place (CDP) degli Stati Uniti d'America situato in California, nella contea di Modoc.